# گرنویل (داکوتای شمالی)
گرنویل(به انگلیسی: Granville) شهری در ایالت داکوتای شمالی کشور ایالات متحده آمریکا است که جمعیت آن در سرشماری سال ۲۰۱۰ میلادی، ۲۴۱ نفر بوده‌است.